# Гражданка (исторический район)
Гражда́нка, прежде также Горожа́нка — исторический район в Санкт-Петербурге, ограниченный Северным, Светлановским проспектами, Окружной и Приозерской железнодорожными линиями.
На западе к Гражданке примыкают Шувалово-Озерки, на юго-западе — Сосновка, на юге — Пискарёвка, на востоке — Ручьи, на северо-востоке — город Мурино Всеволожского района Ленинградской области.

## Топоним
Получил название от одноимённой деревни. От этого названия также произошли названия Гражданского проспекта (ранее Гражданская дорога), являющегося центральной магистралью района, и муниципального округа Гражданка.

## История

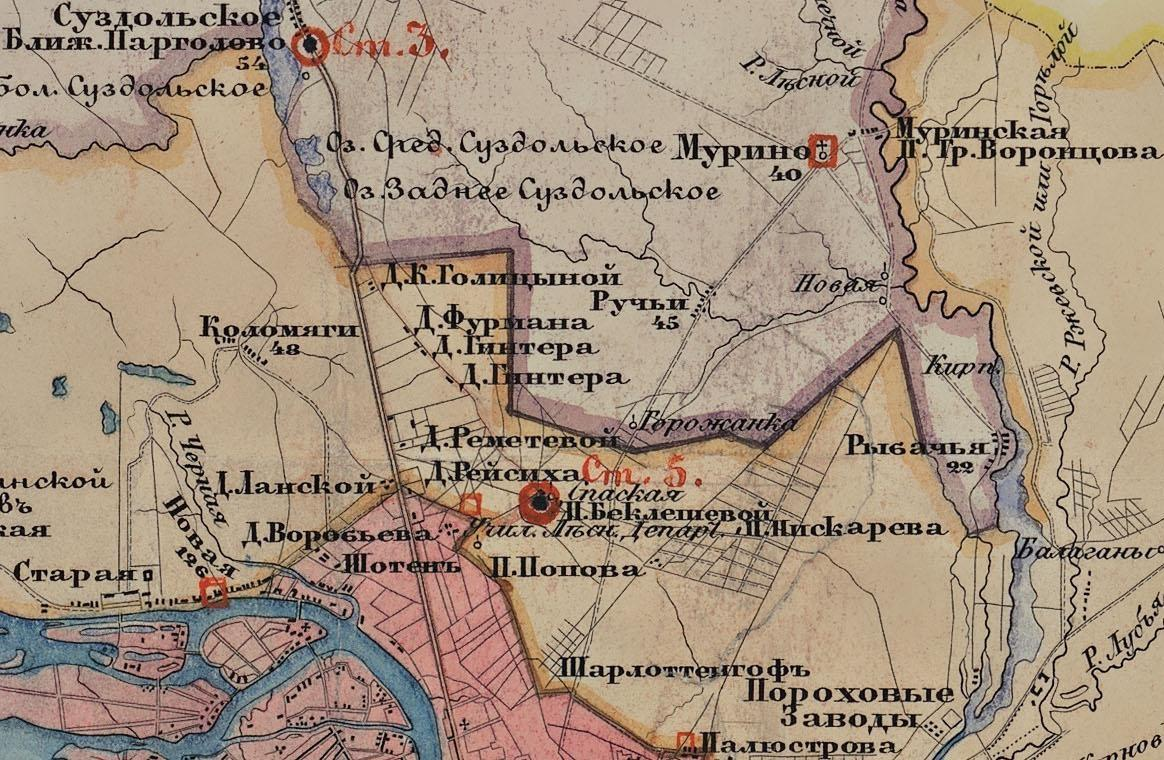
Деревня Горожанка за окраиной пригородной части Петербурга, на тракте в Мурино. 1854 год

Деревня Гражданка была основана в 1782 году графом А. Р. Воронцовым, в окрестности принадлежавшей ему деревни Мурино. В ревизских сказках за 1795 год написано:

после 4 ревизии вновь заведено в 1782 году селение при оном же селе Мурино под названием Гражданка деревня.— Ревизские сказки жителей Петербургского уезда за 1795 год
Граф Воронцов, основав поселение, заселил его купленными крепостными крестьянами — русскими и эстляндцами-лютеранами, число которых в последующие годы снижается, и потом упоминания о них исчезают.
Почти в это же время, в 1786 году упоминается как деревня Городня, в деле о постройке церкви Св. Екатерины в Мурино:

деревня Городня, в оной 6 дворов, число душ мужеска 28, женска 15, от Самусония в 6-ти, а от мызы [Мурино] в 4-х верстах— Дело о постройке каменной церкви св. вмц Екатерины в Мурино, 1786

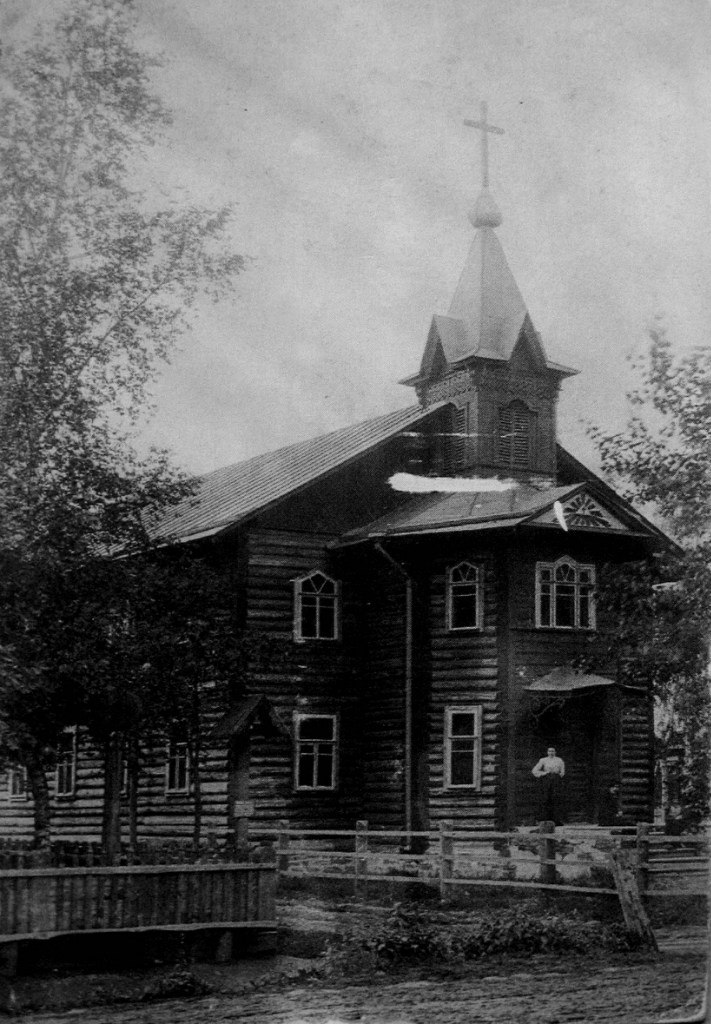
Лютеранская кирха в бывш. немецкой колонии гражданка. Совр. Гражданский пр., угол с ул. Гидротехников

Просторечное название Городня может происходить от слова «ограда, огороженная земля». И не могло быть связано с названием «город», поскольку деревня находилась вне города, и не была заселена выходцами из городских слоёв. Тем не менее, на карте 1817 года, деревня упомянута как Горожанка.
В 1827 году на старой Муринской дороге (исследователи указывают на участок между нынешними улицами Фаворского и Гидротехников) возникает немецкая Колония Гражданка, а к северу от неё — село Русская Гражданка. Последнее за нынешним проспектом Науки плавно перетекало в деревню Ручьи (располагавшуюся по обеим сторонам Муринского ручья), а к югу от колонии, вблизи нынешнего проспекта Непокорённых — поселение со смешанным национальным составом (русские, финны, немцы) под названием Дорога в Гражданку.
На карте Петербургского уезда, составленной в 1854 году, около самой границы пригородной части Петербурга на тракте в Мурино обозначена только Горожанка, а за ней на полпути до Мурино — более крупная деревня Ручьи. Выражение «при селе Мурино» в ревизской сказке означает не территориальное соседство, а административную принадлежность. На карте 1854 года Мурино обведено в красный квадрат, что в соответствии с условными обозначениями этой карты обозначает местоположение квартиры сотского. Горожанка находилась на значительном (по тем временам) удалении от Мурино, практически на краю территории, имеющей статус пригорода Петербурга.
Гражданка упомянута в туристическом обозрении 1861 года, наряду с деревнями Ручьи и Мурино, как место аренды летних домиков.

## Народная топонимика
Муринский ручей и его долина представляют собой природную границу Гражданки, разделяя район на северную и южную часть. Активная его застройка началась с 1960-х годов; тогда же были продлены до Муринского ручья и линии городского транспорта. В 1970-е годы центр застройки переместился на север. Территория новых строительных адресов (автор проекта застройки Г. Н. Булдаков) получила в строительной документации и прессе общее название «севернее Муринского ручья».
Таким образом, южная часть Гражданки, от проспекта Непокорённых до Муринского ручья по объективным причинам была более благоустроенной, чем северная. Их народная топонимика была заимствована из аббревиатур двух германских государств того времени, ГДР и ФРГ, которым устное народное творчество дало шутливую расшифровку: «ФРГ» — «Фешенебельный Район Гражданки» и «ГДР» — «Гражданка Дальше Ручья». В 1980-е годы этот ряд был пополнен «СССР» с расшифровкой «Севернее самого северного ручья», под которым подразумевался бывший левый приток Муринского ручья в районе проспекта Просвещения.
Эта народная топонимика зафиксирована в ряде современных литературных произведений. Так, Дина Рубина в Белой голубке Кордовы пишет

Сенька Можар был классическим спекулянтом, то есть скупал и перепродавал все, что в руки шло, и все, на что был спрос. На книги спрос был всегда, поэтому Сенька вертелся пропеллером, затевая дела и раскручивая обороты на книжных развалах. Оба книжных рынка раскинулись в районе Гражданки — там, где протекал Муринский ручей и проходила мощная газовая труба. Более близкий и удобный развал назывался ФРГ — фешенебельный район Гражданки. Второй, за ручьем и трубой — ГДР, Гражданка дальше ручья. По воскресным дням там густо толпился народ, а книги разложены были повсюду — на газетах, на земле, на принесенных стульях и складных столиках, на самой трубе…
Михаил Зайцев, «Час волкодава»:

Реабилитационный период после экзаменов длился полгода. Шесть месяцев я жил в однокомнатной квартире новоселом, в районе ленинградских новостроек, официально именуемом «Гражданкой». Народ называл этот район «ФРГ» – «фешенебельный район гражданки». Район «ГДР» – «гражданка дальше ручья» – еще только начинали отстраивать.— «Час волкодава»
Мария Семёнова, «Преступление без срока давности»:

Он пересёк Северный и, въехав в ГДР, что означало на сленге местных аборигенов — Гражданка Дальше Ручья, ушел с площади налево.— «Преступление без срока давности»
Большая часть архитектуры Гражданки представляет собой экспериментальные жилые дома 1960-1980-х годов, «дома-корабли» серии ЛГ-600, а в южной части и 5-этажные хрущёвки.

## Муниципальные округа
Севернее ручья:
- Муниципальный округ № 21

Южнее ручья:
- Муниципальный округ «Гражданка»
- Муниципальный округ «Академическое»
- Муниципальный округ «Пискарёвка»